# Theo Engelen
Theodorus Leonardus Maria (Theo) Engelen (Geulle, 19 oktober 1950) is een Nederlands historicus, hoogleraar en kinderboekenschrijver. Van eind 2014 tot eind 2015 was hij rector magnificus van de Radboud Universiteit Nijmegen.

## Levensloop
Engelen doorliep het gymnasium in Maastricht en studeerde tussen 1970 en 1976 geschiedenis aan de Katholieke Universiteit Nijmegen. Hij bleef als promovendus bij de vakgroep geschiedenis en werd in 1982 universitair docent. In 1987 promoveerde hij op een proefschrift over vruchtbaarheidsdaling in Limburg. Later werd hij universitair hoofddocent economische- en sociale geschiedenis. Op 1 december 2005 werd hij hoogleraar. Tussen oktober 2014 en november 2015 was Engelen rector magnificus van de Radboud Universiteit. Hij trad om persoonlijke redenen terug en vervulde daarna weer de functie van hoogleraar Historische Demografie.
Engelen begon met het schrijven van fictie in 1992. Zijn vrouw vroeg hem destijds een verhaal te schrijven voor de achtste verjaardag van zijn zoon Thijs. Zijn zoon was er zo blij mee dat Theo Engelen besloot meer te gaan schrijven. Zijn eerste boek verscheen in 1993 onder de titel Schimmen uit het verleden en is gebaseerd op gebeurtenissen uit de Tweede Wereldoorlog. In 2018 verscheen zijn eerste roman voor volwassenen met de titel Marathon.
Engelen woont in Nijmegen. Hij heeft vier kinderen.